# 保衛敖德薩獎章

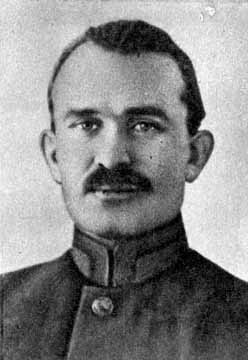
蘇聯海軍元帥謝爾蓋·戈爾什科夫，保衛敖德薩獎章的獲獎者

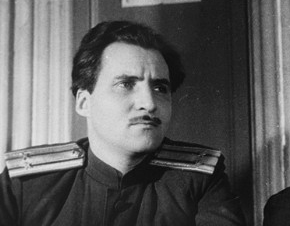
蘇聯作家Konstantin Simonov，保衛敖德薩獎章的獲獎者

保衛敖德薩獎章（俄语：Медаль «За оборону Одессы»）是蘇聯在1942年12月22日由蘇聯最高蘇維埃主席團頒令設立的一種戰役獎章，以嘉許及認可蘇聯平民及軍事人員在1941年8月8日至10月16日的二戰苏德战争敖德薩圍城戰期間對德軍及羅馬尼亞軍隊的艱苦及英勇抗戰，即使該市最終被佔領在1944年解放。有3万多人被授予了保衛敖德薩獎章，其中大部分为黑海舰队的水兵，以及在戰时参与防御工事建造工作、消防工作以及在工厂中工作为前线提供保障的蘇聯公民。

## 頒授情況
保衛敖德薩獎章授予給所有參與敖德薩保衛戰的紅軍、紅海軍及內務人民委員部隊的軍事人員，以及參與保衛戰的平民。
此獎章是以蘇聯最高蘇維埃主席團的名義頒授，根據所在部隊主官、軍事醫療機構、地區或城市政府有關其實際參與情況的文件而頒發。
現役人員的獎章由其部隊主官頒授，退役人員從所在社區的分區、城市或地區軍事委員獲得其獎章，平民獲獎者則由城市或地區人民代表大會頒授；與獎章同時頒發的還有一張證書。
對於在戰役中陣亡或在獎章設立前去世的獲獎者，此獎章將追授予其家人。

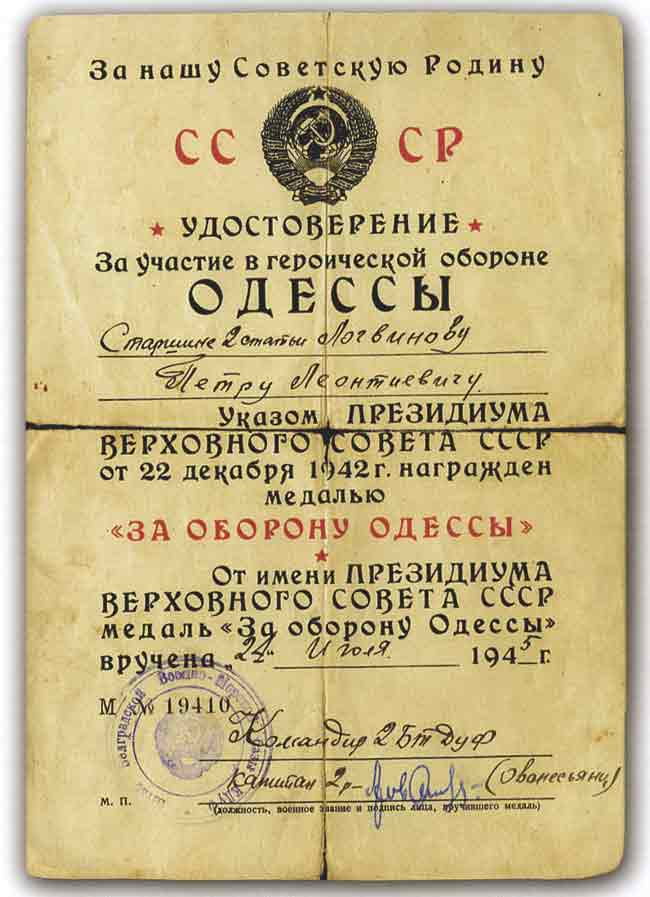
保衛敖德薩獎章證書

## 勳章制式
保衛敖德薩獎章採用五邊形綬帶，主體為32mm的圓形獎章，兩側有兩側凸起邊緣。
1943年3月27日以前使用不锈钢制成，隨后改用黄铜。
獎章正面為一個紅海軍水兵及一個紅軍士兵手持步槍準備向左方衝鋒的浮雕圖像；背景為大海和右方遠處海面上的灯塔。在兩名士兵的上方，刻有俄文「苏联」(俄语：«СССР»)的字样。正面上方有一半圆的弧形，写着“为了保卫敖德萨”(俄语：«ЗА ОБОРОНУ ОДЕССЫ»)，两边各有一颗五角星；下面正中有一颗五角星，五角星的下面有一条丝带，丝带的两段延伸出两枝橡树枝。
獎章背面的上方為锤子与镰刀标志，下方為俄文「為了我們的蘇維埃祖國」。  
不锈钢版本的奖章使用天蓝色的绶带，上面有两条蓝色的竖条。后来改用宽24毫米的浅橄榄色波纹绸，中间有一条宽2毫米的天蓝色竖纹。
保衛敖德薩獎章一般佩戴在左胸，當存在其他蘇聯勳章獎章時，應配戴在保衛莫斯科獎章之後，保衛塞瓦斯托波爾獎章之前。
如果佩戴了其它俄羅斯聯邦勳章或獎章，則後者具有優先權。

## 獲獎者（部分）
以下為保衛敖德薩獎章的部分獲獎者（以最高軍銜排列）：
- 蘇聯元帥谢苗·米哈伊洛维奇·布琼尼
- 蘇聯元帥羅季翁·雅科夫列維奇·馬利諾夫斯基
- 蘇聯元帥尼古拉·伊萬諾維奇·克雷洛夫
- 蘇聯元帥瓦西里·伊萬諾維奇·彼得羅夫
- 蘇聯海軍元帥謝爾蓋·格奧爾基耶維奇·戈爾什科夫
- 大將伊萬·葉菲莫維奇·彼得羅夫
- 大將伊萬·弗拉基米羅維奇·秋列涅夫
- 海軍上將戈尔代·伊万诺维奇·列夫琴科（英语：Gordey Levchenko）
- 海军上将雅科夫·古尔耶维奇·波丘派洛
- 作家康斯坦丁·西蒙諾夫